# بار (مكان)

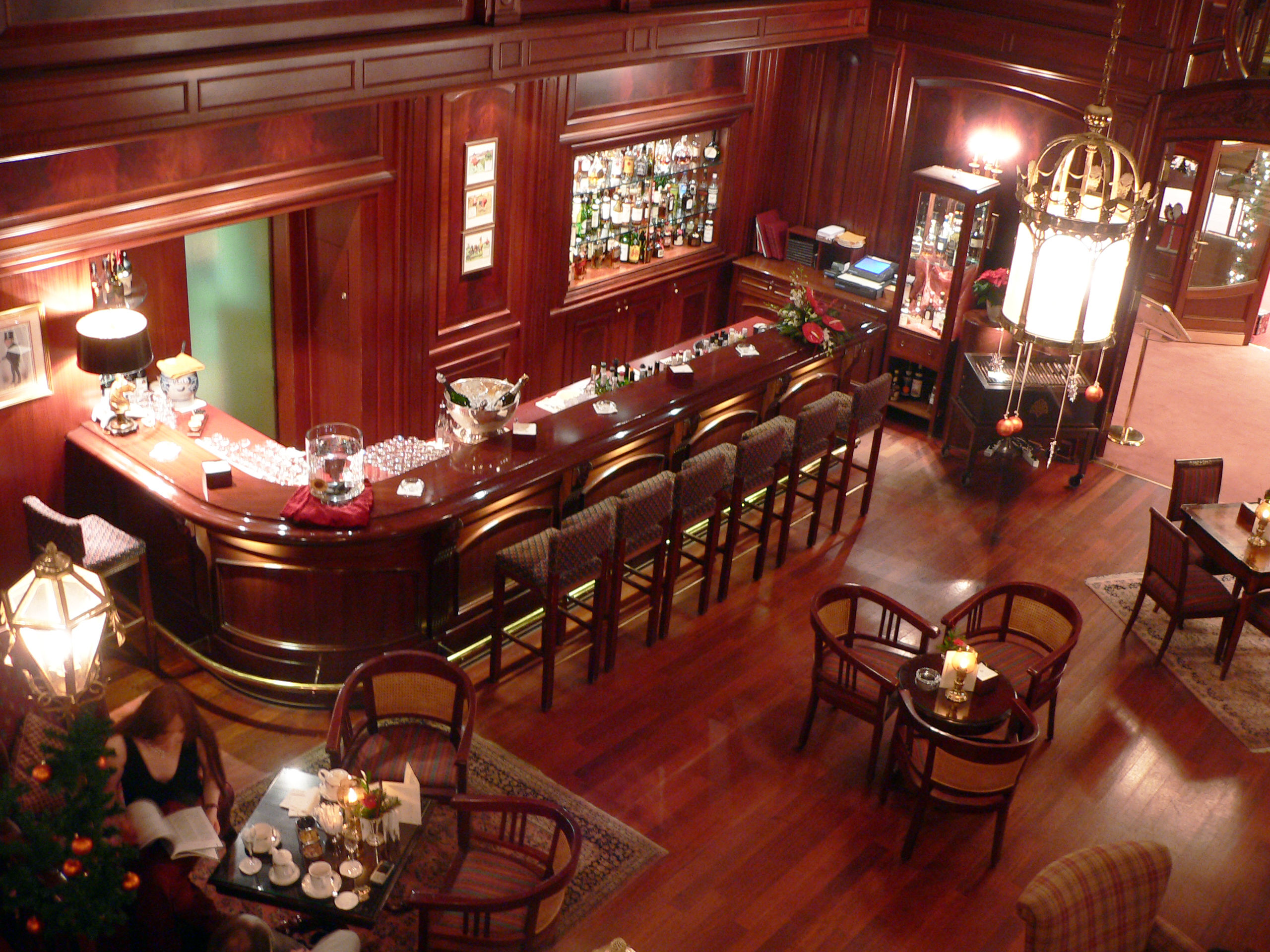
بار في سويسرا.

الحانة أو المَشْرَب أو البار هو مكان عام شبيه بالحانة من حيث المبدأ، فهو مخصص لتناول وبيع المشروبات الكحولية على اختلاف أنواعها من البيرة والنبيذ والمشروبات المقطرة والكوكتيل، وغيرها.
يباع في البارات أيضاً مشروبات أخرى مثل المياه المعدنية والمشروبات الغازية، بالإضافة إلى بعض المنتجات الاستهلاكية الأخرى.
توجد البارات في اغلب فنادق العالم وايضا في بعض الاندية والجمعيات.

## اقرأ أيضاً
- حانة